# Tremblecourt
Tremblecourt település Franciaországban, Meurthe-et-Moselle megyében. Lakosainak száma 158 fő (2022. január 1.). Tremblecourt Domèvre-en-Haye, Manoncourt-en-Woëvre és Rogéville községekkel határos.

## Népesség
A település népessége az elmúlt években az alábbi módon változott:
| Lakosok száma | 172  | 199  | 167  | 185  | 199  | 190  | 171  | 165  | 163  | 158  |
|               | 1968 | 1982 | 1990 | 2006 | 2013 | 2015 | 2017 | 2019 | 2020 | 2022 |